# Ateneo Rumano
El Ateneo Rumano (en rumano: Ateneul Român) es una sala de conciertos situada en el centro de Bucarest, Rumanía y un importante monumento de la ciudad. Inaugurado en 1888, este adornado edificio circular abovedado es la sala de conciertos principal de la ciudad y sede de la Filarmónica "George Enescu" y el festival de música internacional anual George Enescu.

## Historia

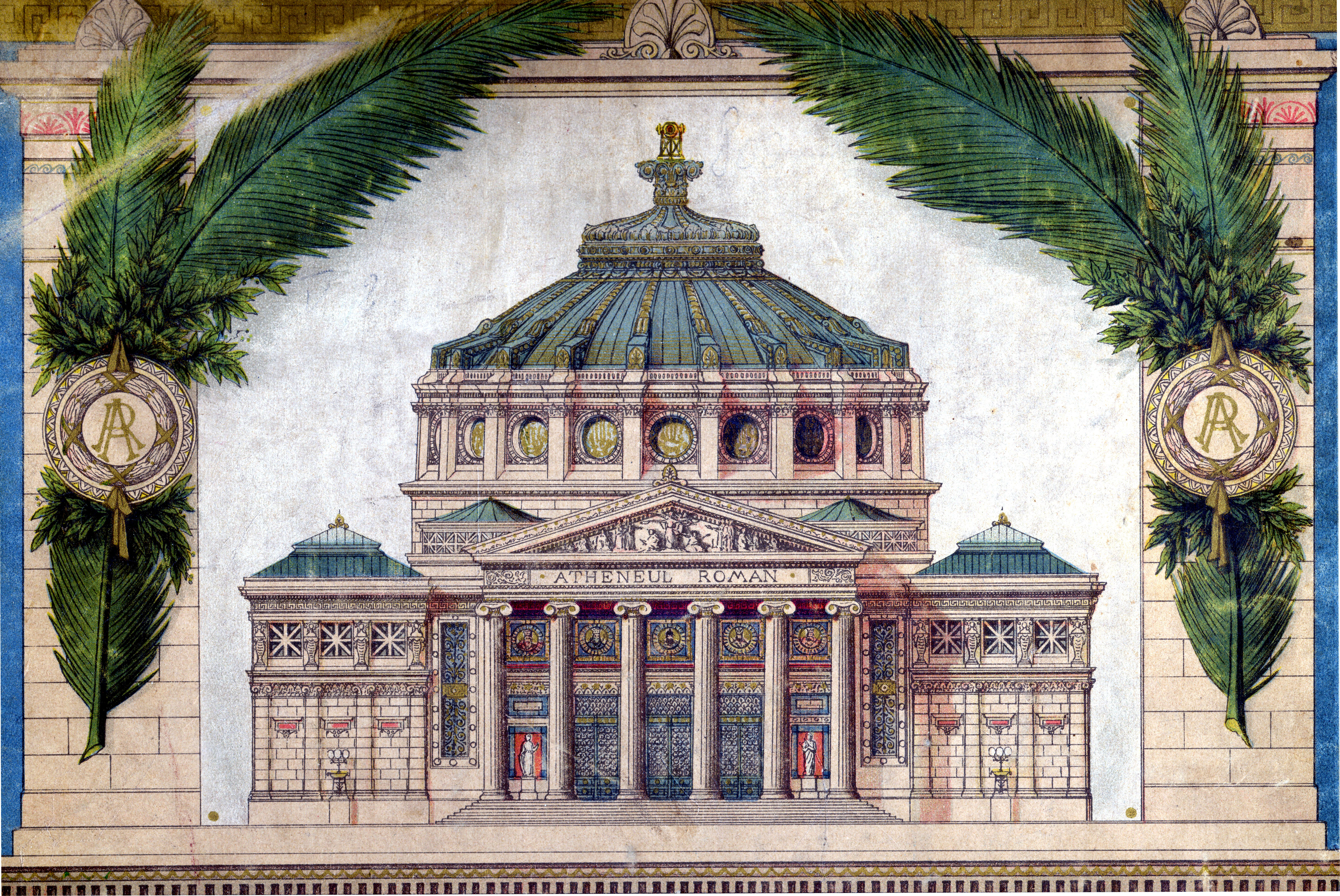
Dibujo de Albert Galleron del Ateneo

En 1865, personalidades culturales y científicas como Constantin Esarcu, V. A. Urechia, y Nicolae Creţulescu fundaron la Sociedad Cultural del Ateneo Rumano. Para sus actividades, se construiría el Ateneo Rumano en Bucarest, edificio dedicado al arte y la ciencia.
El edificio fue diseñado por el arquitecto francés Albert Galleron, y se construyó en una parcela que había pertenecido a la familia Văcărescu. Se inauguró en 1888, aunque las obras continuaron hasta 1897. Una parte de los fondos para la construcción fue financiada por suscripción popular en un esfuerzo de 28 años cuyo eslogan todavía se recuerda: "¡Dona un leu para el Ateneu!"
El 29 de diciembre de 1919, se celebró en el Ateneo la conferencia de los líderes rumanos que ratificaron la unificación de Besarabia, Transilvania, y Bucovina con el Antiguo Reino de Rumanía para formar la Gran Rumanía.
En 1992 se llevó a cabo una extensa reconstrucción y restauración, realizada por una constructora rumana y el pintor restaurador Silviu Petrescu, que salvó al edificio del derrumbe. Los nueve millones de euros necesarios fueron aportados a partes iguales por el gobierno y el Banco de Desarrollo del Consejo de Europa.

## Edificio e instalaciones

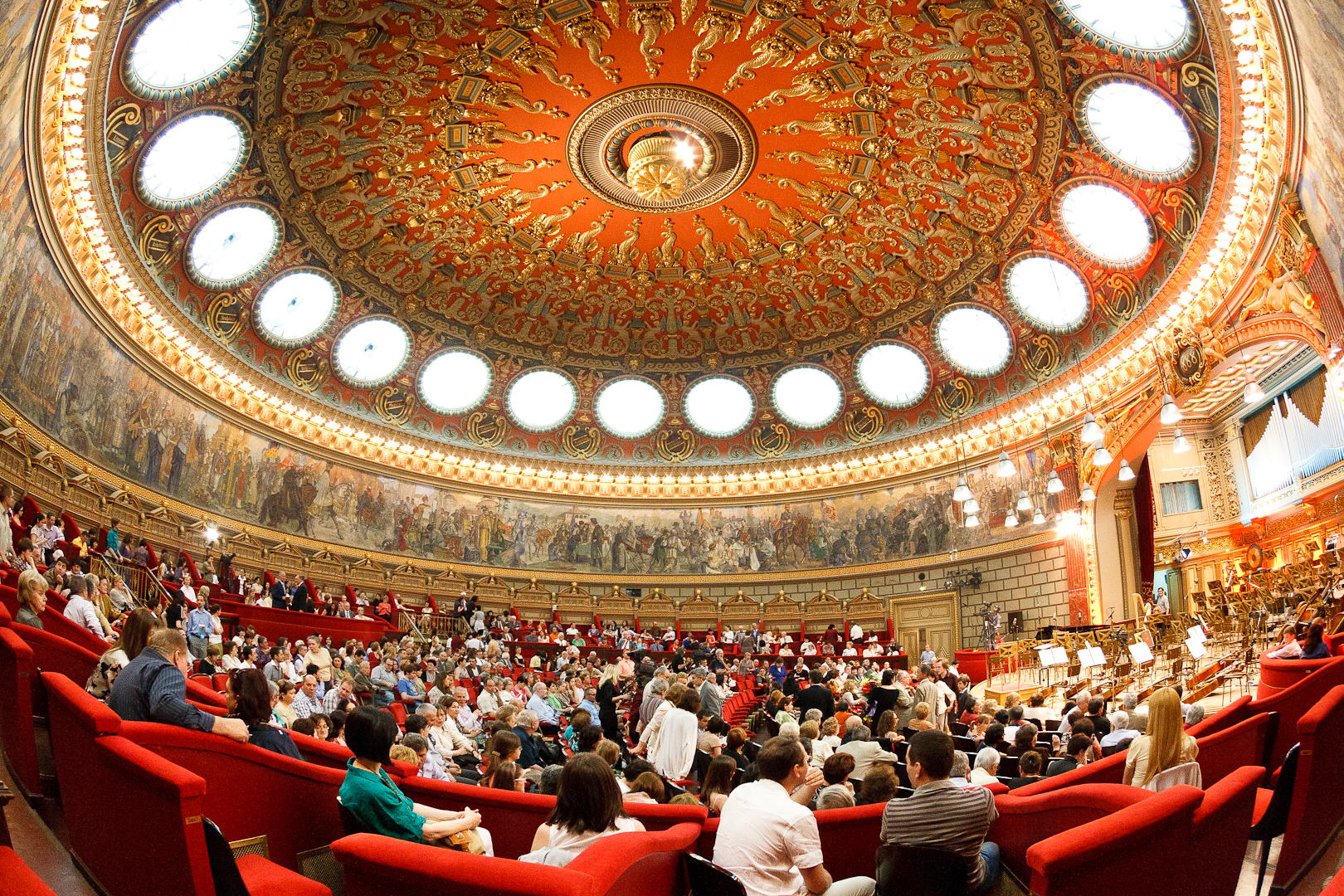
Interior del Ateneo Rumano

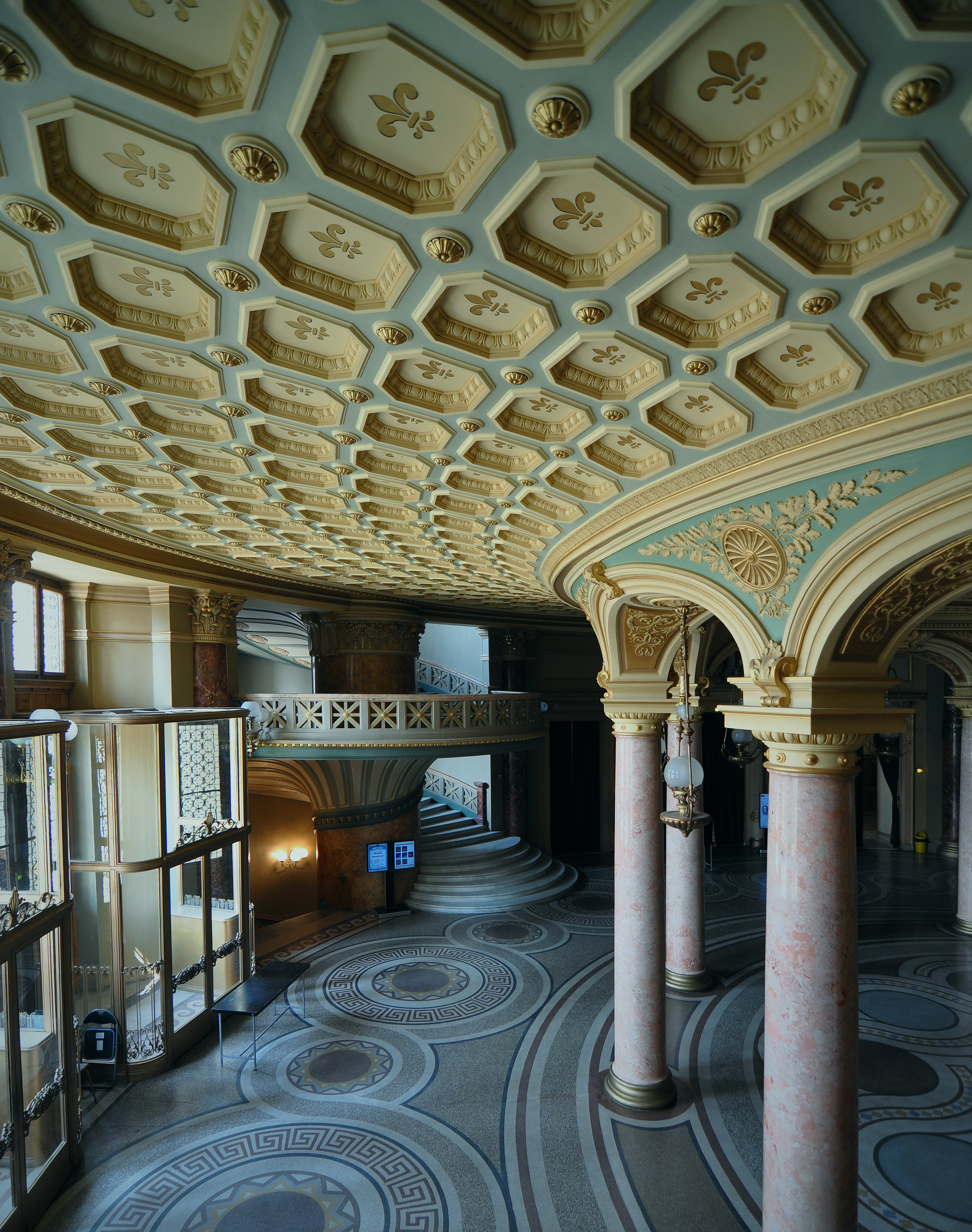
El Ateneo Rumano

El estilo general del Ateneo es neoclásico, con algunos toques románticos. Frente al edificio hay un pequeño parque y una estatua del poeta rumano Mihai Eminescu.
En el interior, la planta baja alberga una sala de conferencias tan grande como el auditorio por encima de ella; el auditorio tiene capacidad para 600 personas en el patio de butacas y otras 52 en los palcos.
Un fresco de 75 m² y 3 m de anchura de Costin Petrescu decora la pared circular de la sala de conciertos. Pintado al fresco, muestra los momentos más importantes de la historia de Rumanía, desde la conquista de Dacia por el emperador romano Trajano hasta la creación de la Gran Rumanía en 1918.
Reconocido como un símbolo de la cultura rumana, el edificio fue inscrito en 2007 en la lista del Patrimonio Europeo.

## Galería de imágenes

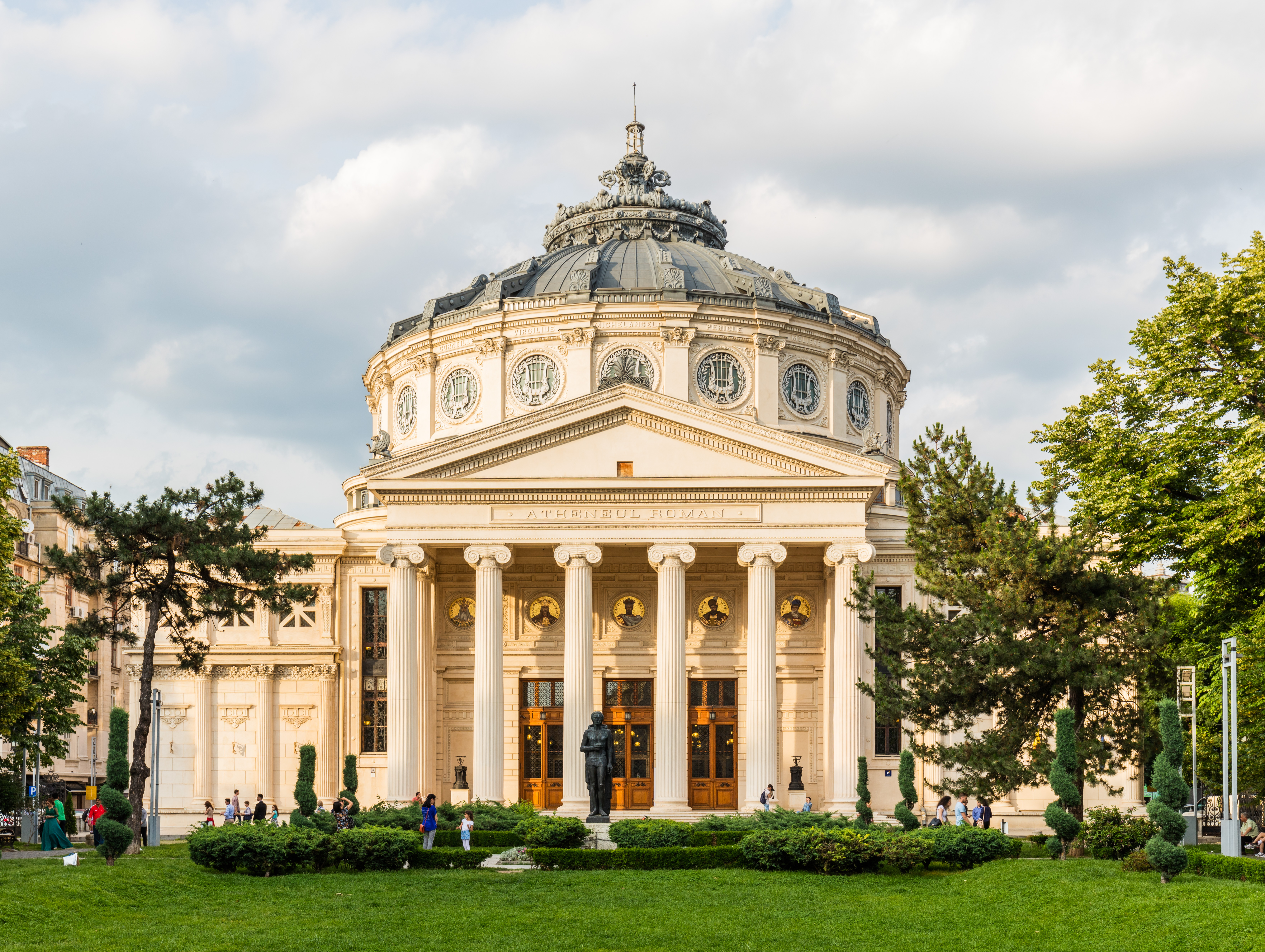
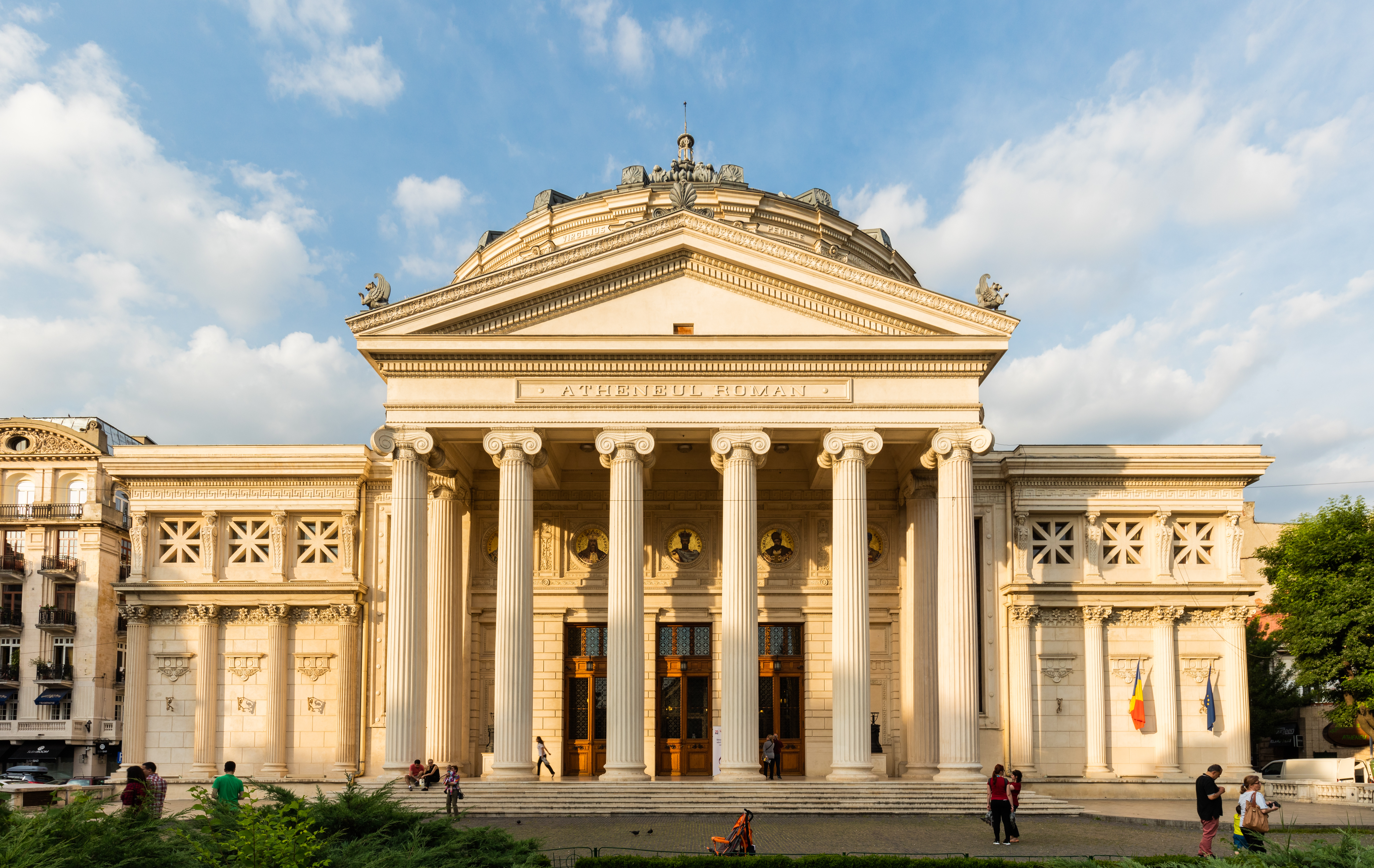
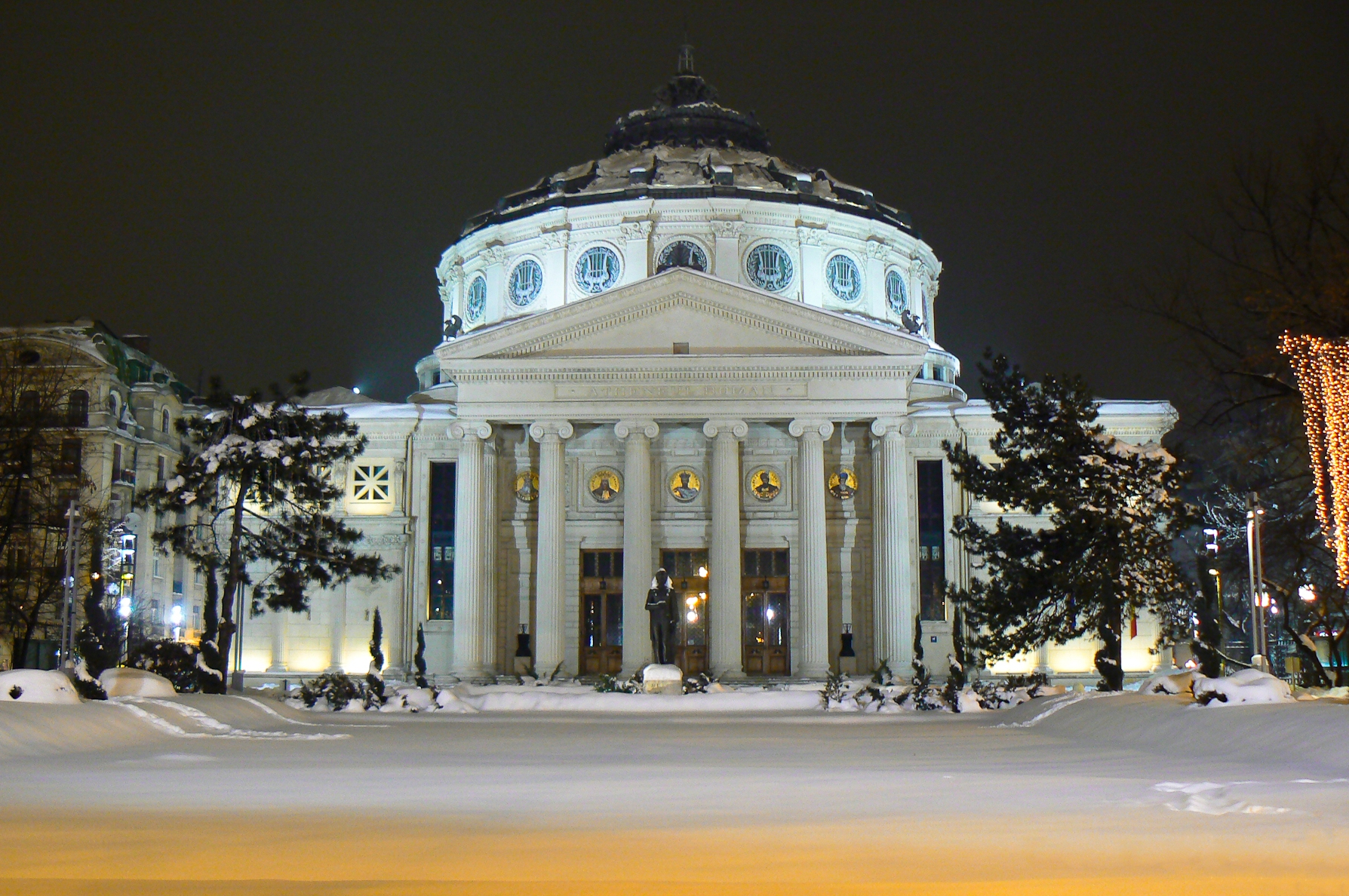
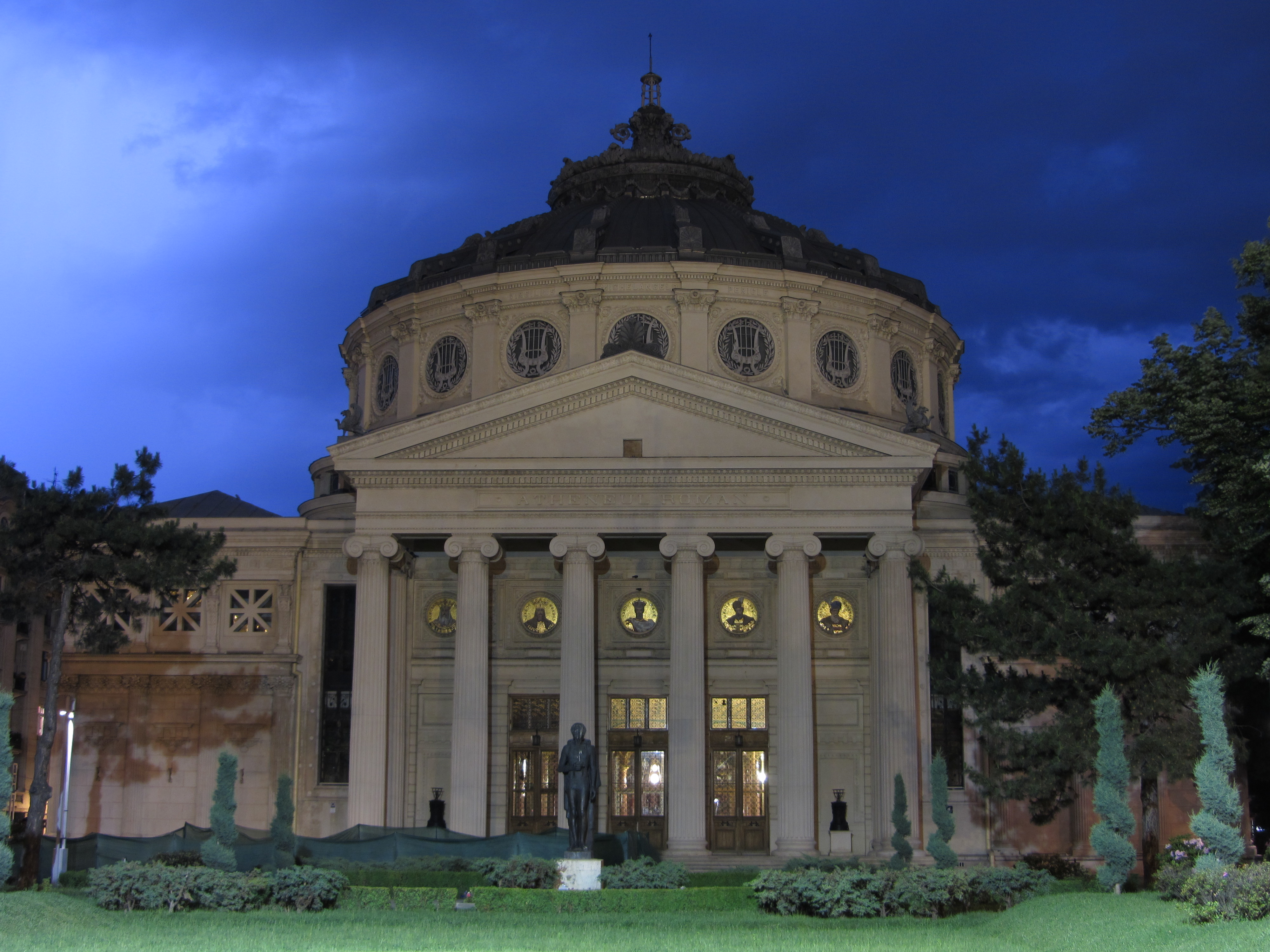
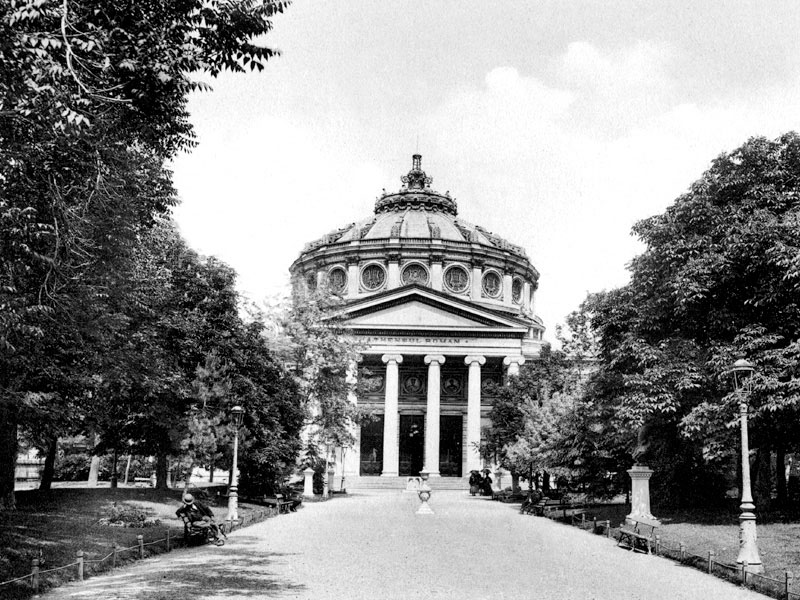
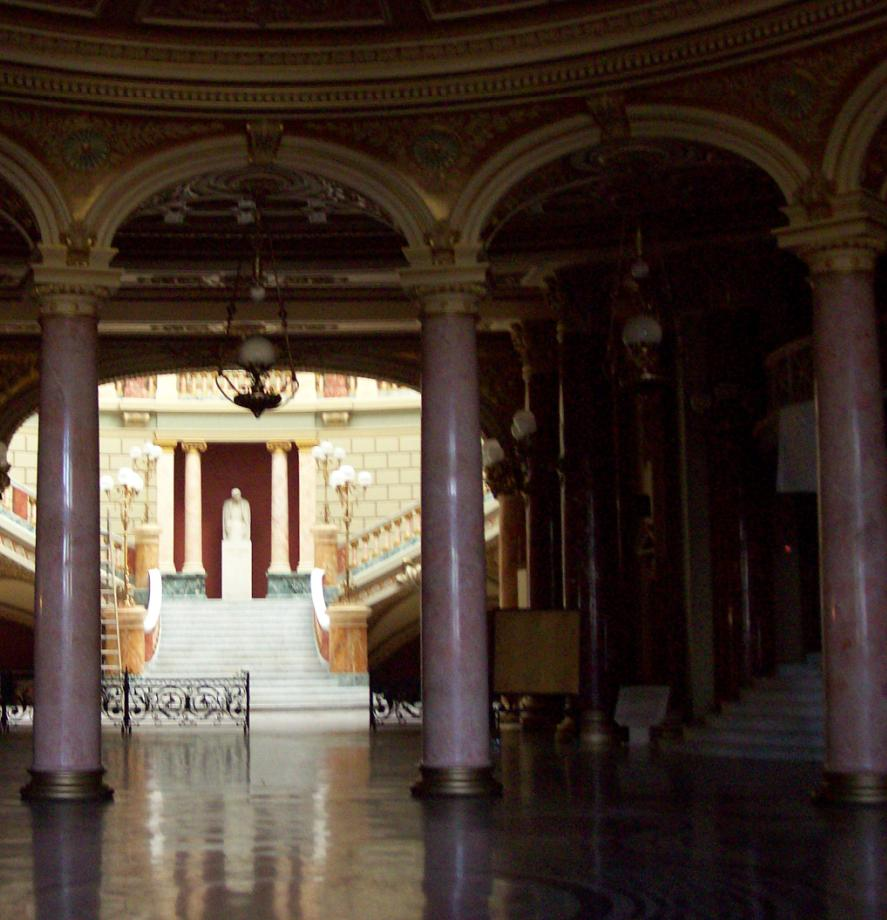
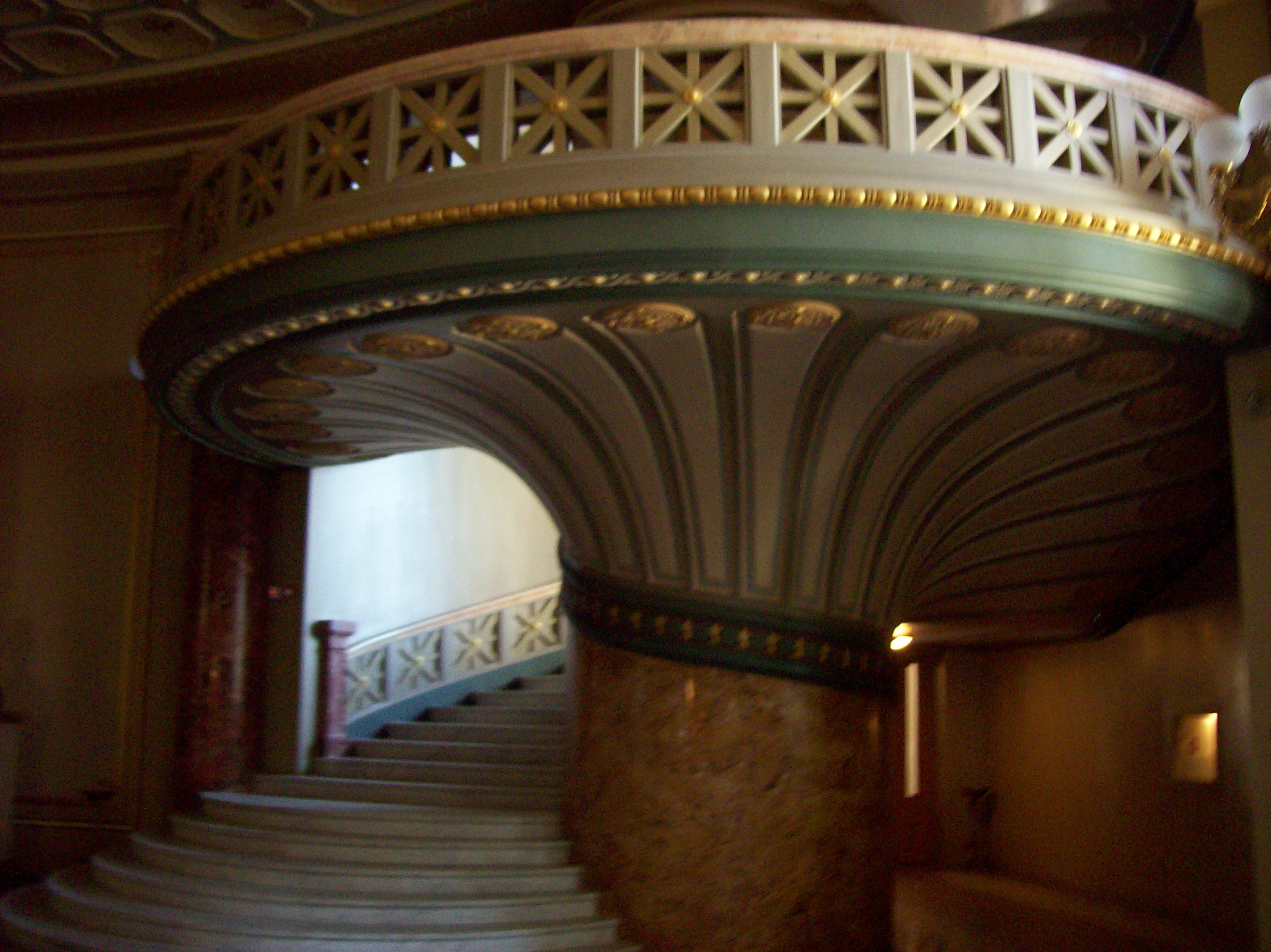
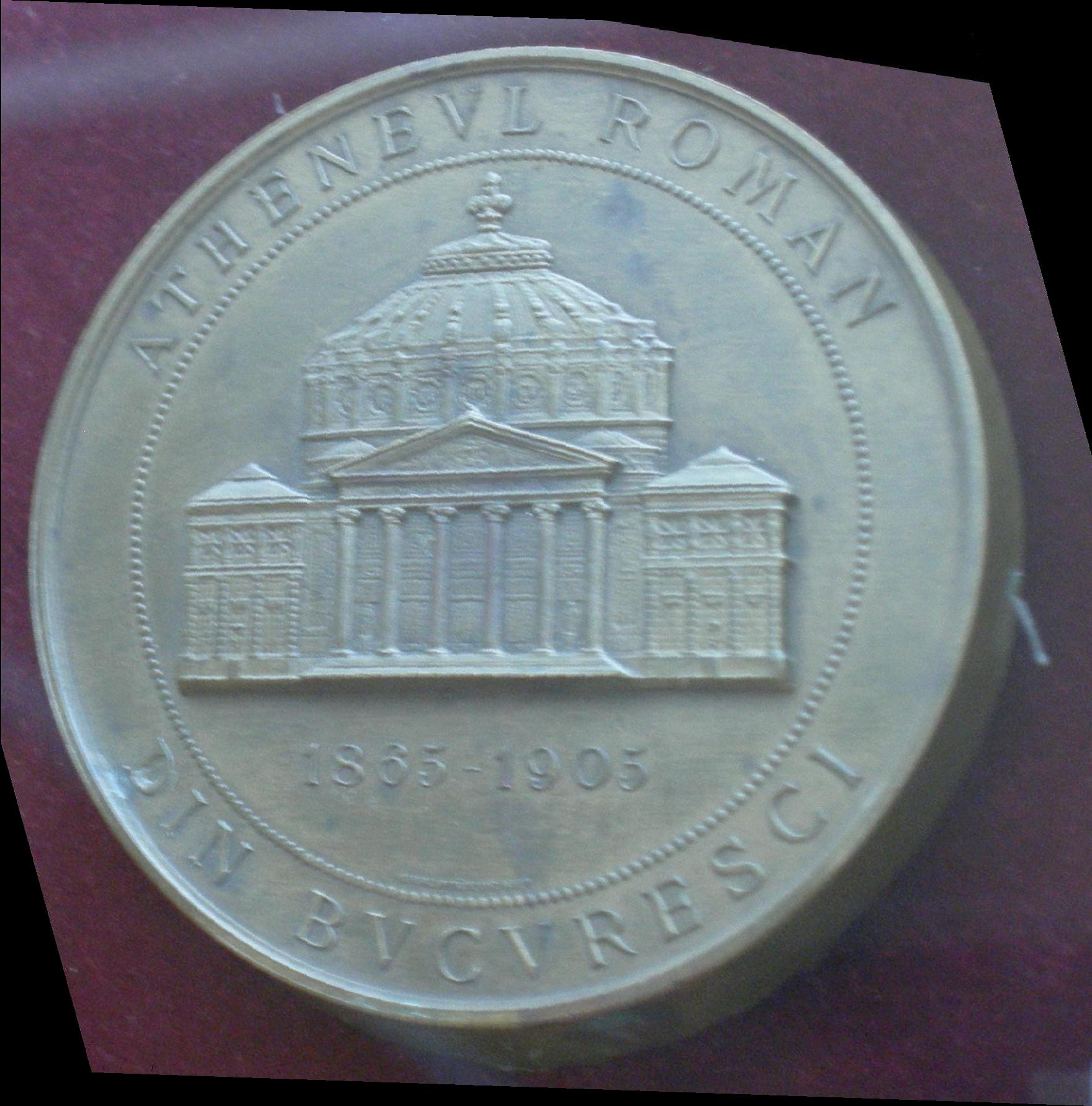
Medalla de 1905 que conmemora los cuarenta años de la Sociedad del Ateneo Rumano